# 凱達格蘭大道

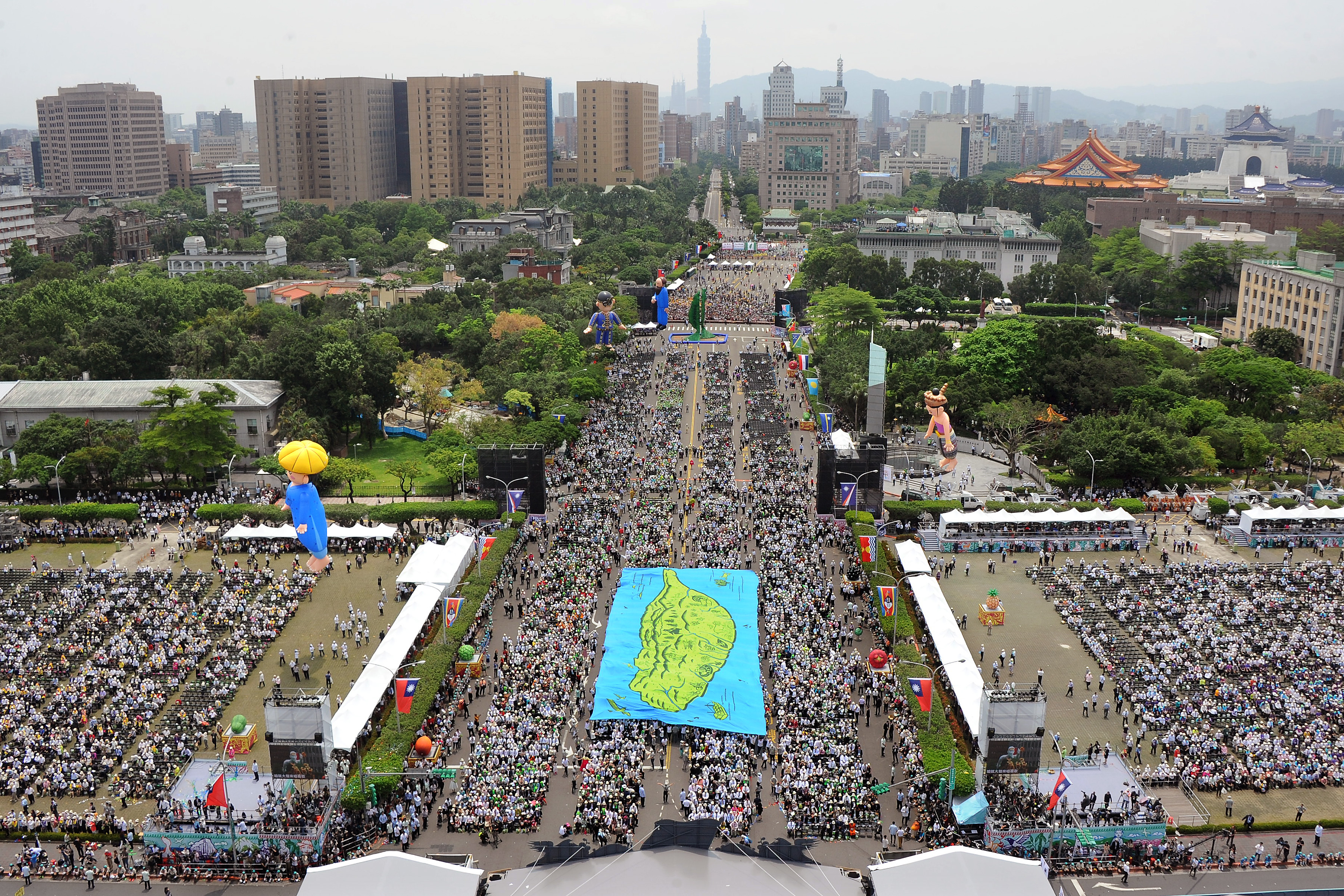
凱達格蘭大道與總統府前廣場為2016年中華民國總統就職典禮會場

凱達格蘭大道，簡稱凱道，是位於臺灣臺北市中正區的道路，全線位於總統府與景福門之間。原名東門街，戰後更名為介壽路，1996年3月21日改為現名，詞源自曾世居於臺北地區的原住民凱達格蘭族。該道路見證中華民國政府遷臺至今歷次國家中樞儀式及慶典，與自由廣場並列為臺北市集會遊行舉辦時選擇的重要場地或集結點。

## 歷史
- 臺灣清治時期，前身為臺北府城東門街。
- 臺灣日治時期，依照日本市區道路不命名的習慣而沒有路名，並於1920年（日本大正9年）劃入文武町。

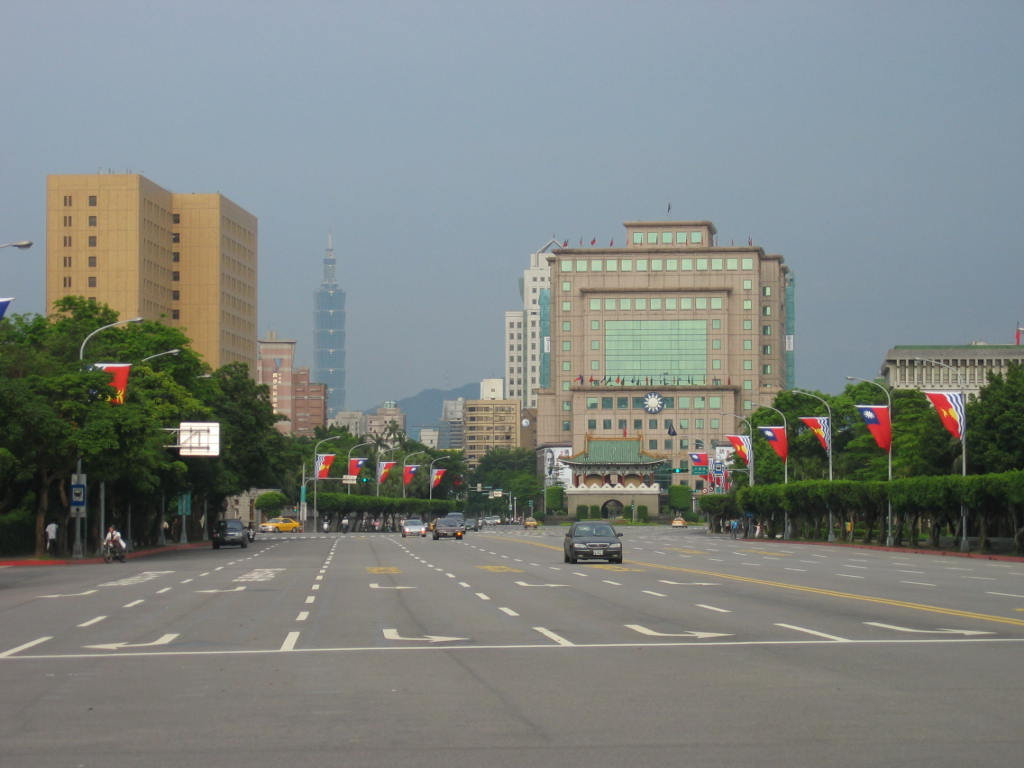
凱達格蘭大道與景福門（面東）

- 臺灣戰後時期，中華民國接管臺灣，1946年10月25日台灣光復節當天，為慶祝國民政府主席蔣中正六十大壽，除將台灣總督府大廈籌修為「介壽館」（今日總統府），館前道路亦更名為「介壽路」[2]。公務員退休的黃靜嘉曾為台北市多處街道取名，他表示此當時改名旨在頌揚當時執政者，並用《詩經》：「以介眉壽」作典[3]。劉廣定表示照字面解釋成「介公之壽」，也可按「介」者助也解釋為「助壽」，並也是《詩經》的句子，稱讚取的人實在不失高明[4]。臺灣戒嚴時期，總統府前警備森嚴，氣氛嚴肅，民衆必須低頭而過。總統府前的介壽路及重慶南路一段也曾經禁行機車及腳踏車。

1996年3月21日，時任臺北市市長陳水扁將介壽路改名為凱達格蘭大道，旁邊的廣場改名為凱達格蘭廣場，名稱來源即因此處為凱達格蘭族之傳統領域，故易名以象徵對臺灣原住民歷史及文化的肯認與尊重。也廢除了規定總統府前的凱達格蘭大道及重慶南路一段禁行機車及腳踏車的相關交通標誌，是陳「空間解嚴」的主張。並將總統府前廣場定名為凱達格蘭廣場，還曾經舉辦府前「飆舞」舞會。唯此道兩旁之派出所與公園仍沿用「介壽」之名稱。之後，此道成為民眾常集會遊行抗議的聖地，故常被賦予另一層政治意義。

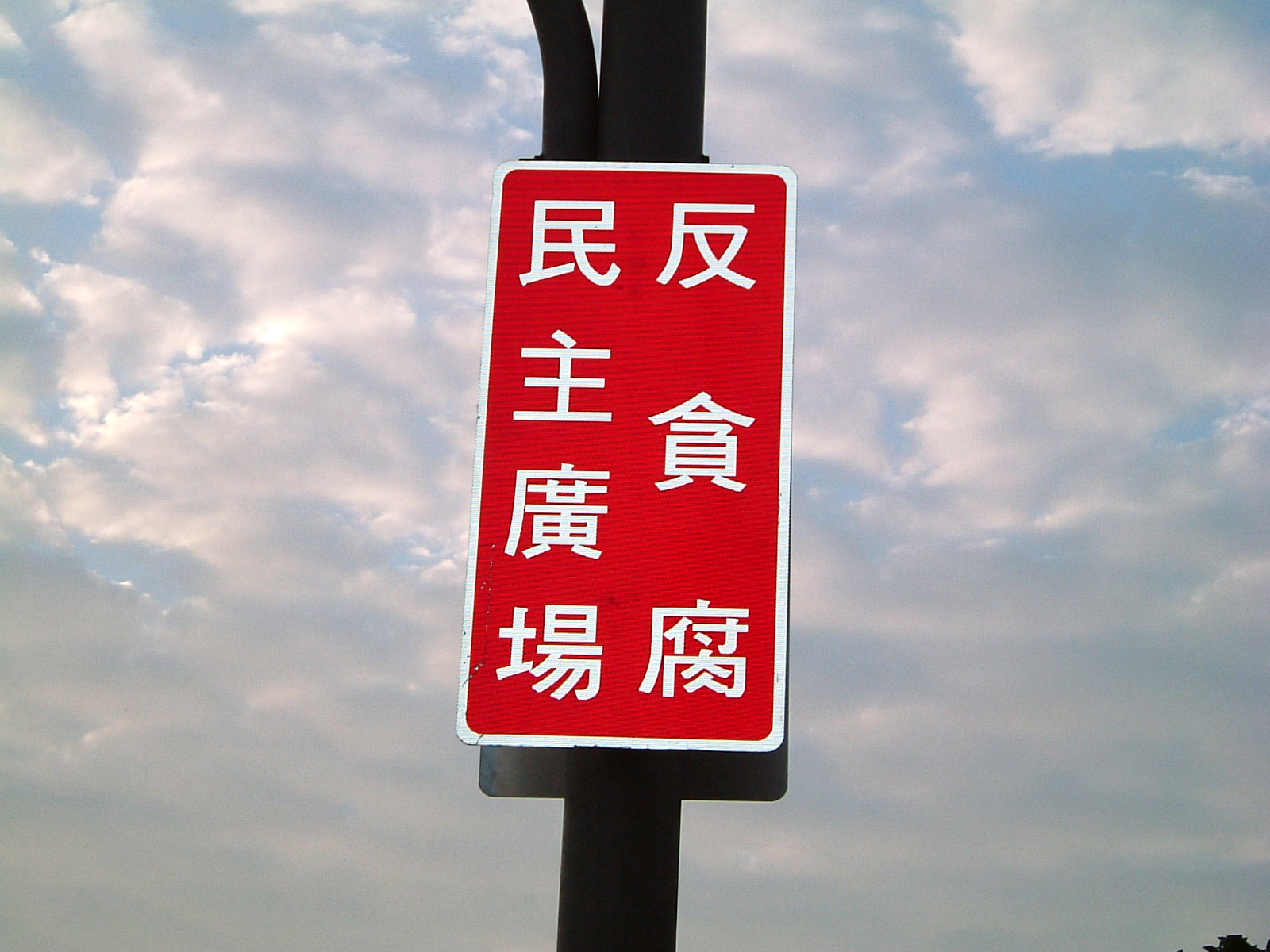
反貪腐民主廣場標誌，於臺北市市長柯文哲任內全數拆除

2007年5月22日，臺北市政府宣布把凱達格蘭大道加註改名為「反貪腐大道」，大道東側之公園路至景福門間廣場則加註「反貪腐民主廣場」，並於即日生效。同年12月6日，市政府在上述大道東側的路燈柱懸掛「反貪腐民主廣場」的路標，但反貪腐大道則未見任何標示，市府發言人羊曉東表示掛牌是為配合12月9日的聯合國國際反貪腐日的活動。此舉造成部分原住民激烈反對，媒體解讀此舉認為是時任臺北市市長郝龍斌反制中央政府將中正紀念堂改稱臺灣民主紀念館以及「大中至正」卸匾的舉動。2016年3月17日，柯文哲市府把已懸掛9年的有關28塊反貪腐民主廣場的路牌全數拆除。

## 沿線設施

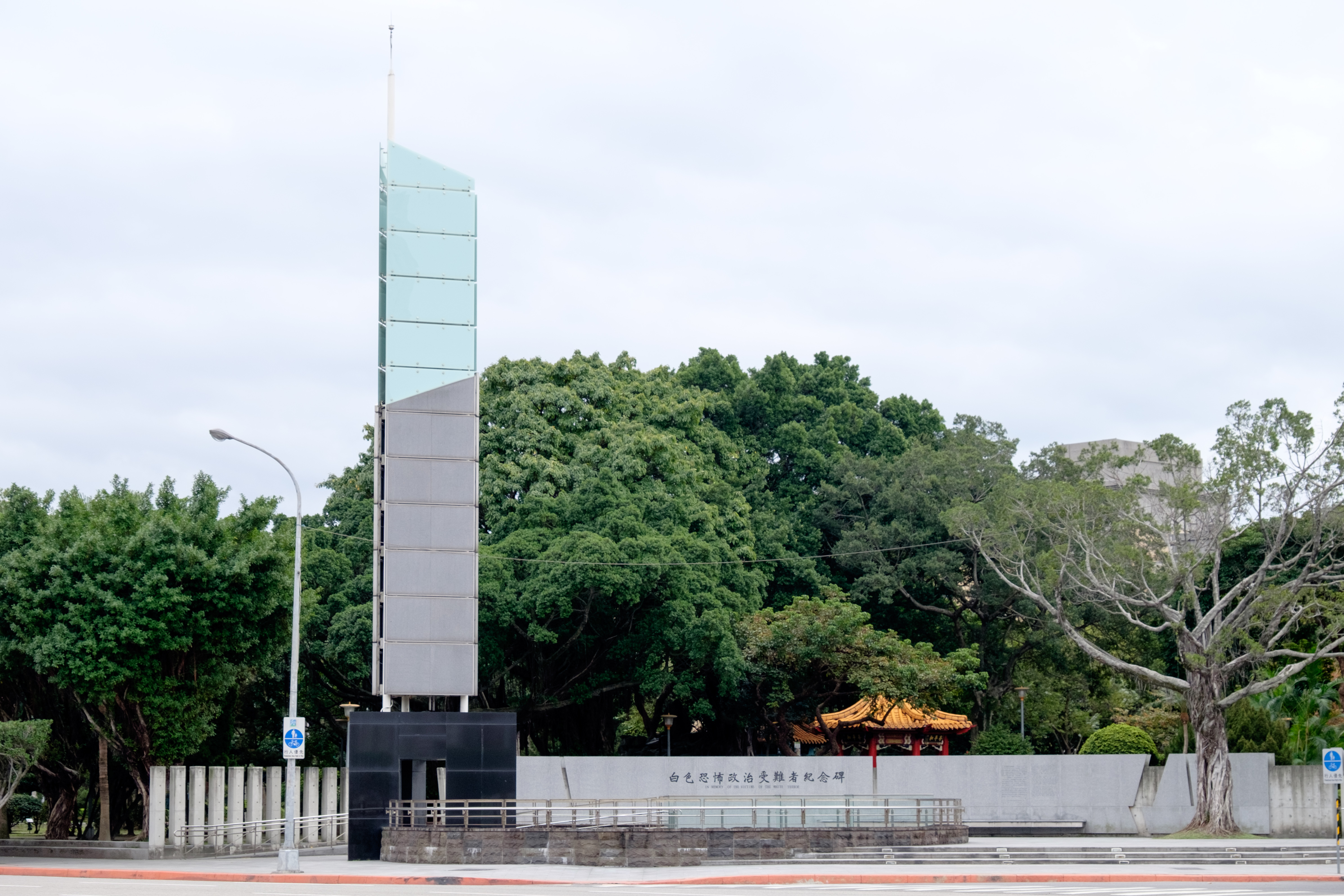
白色恐怖政治受難者紀念碑
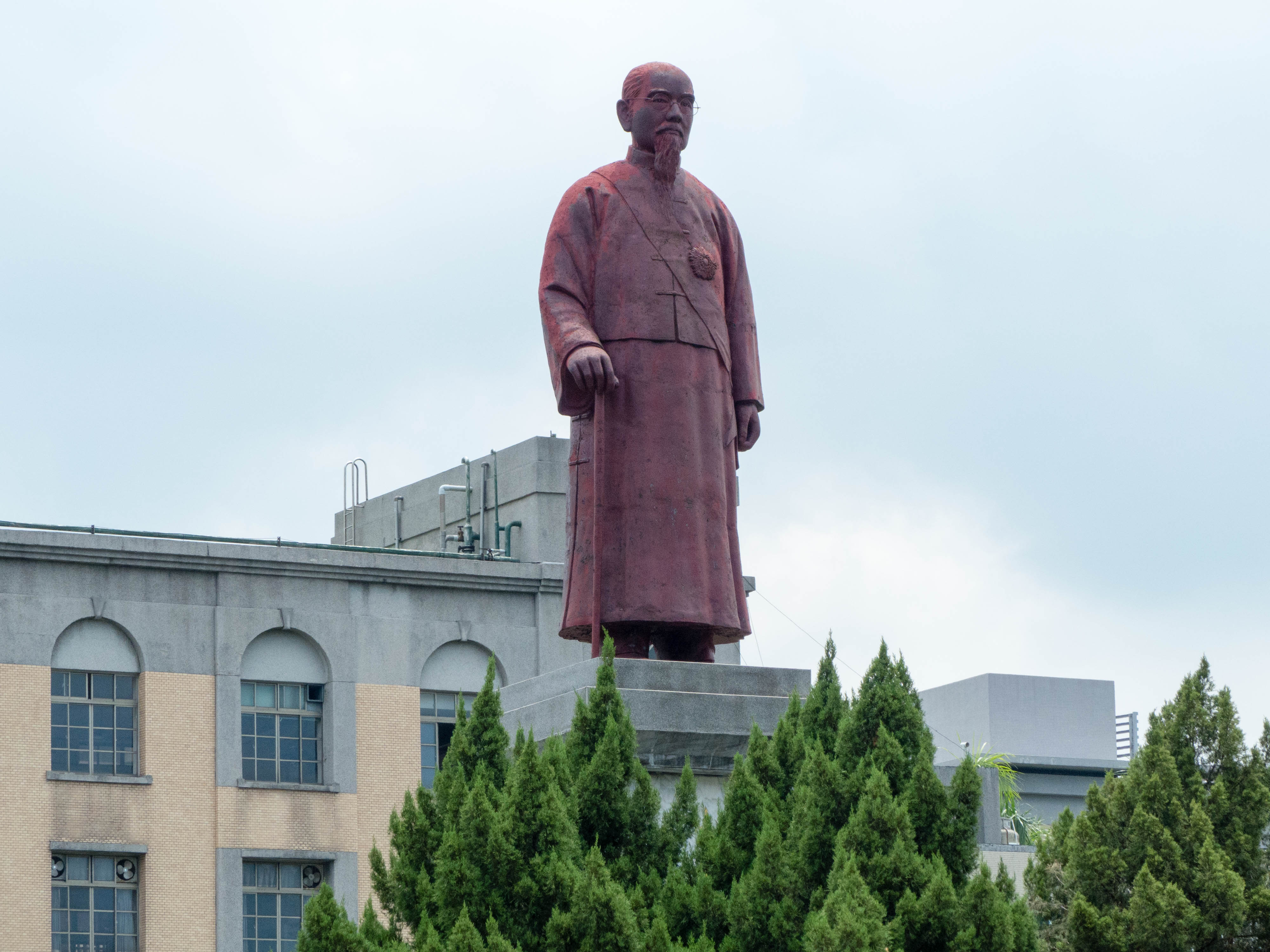
介壽公園林森銅像
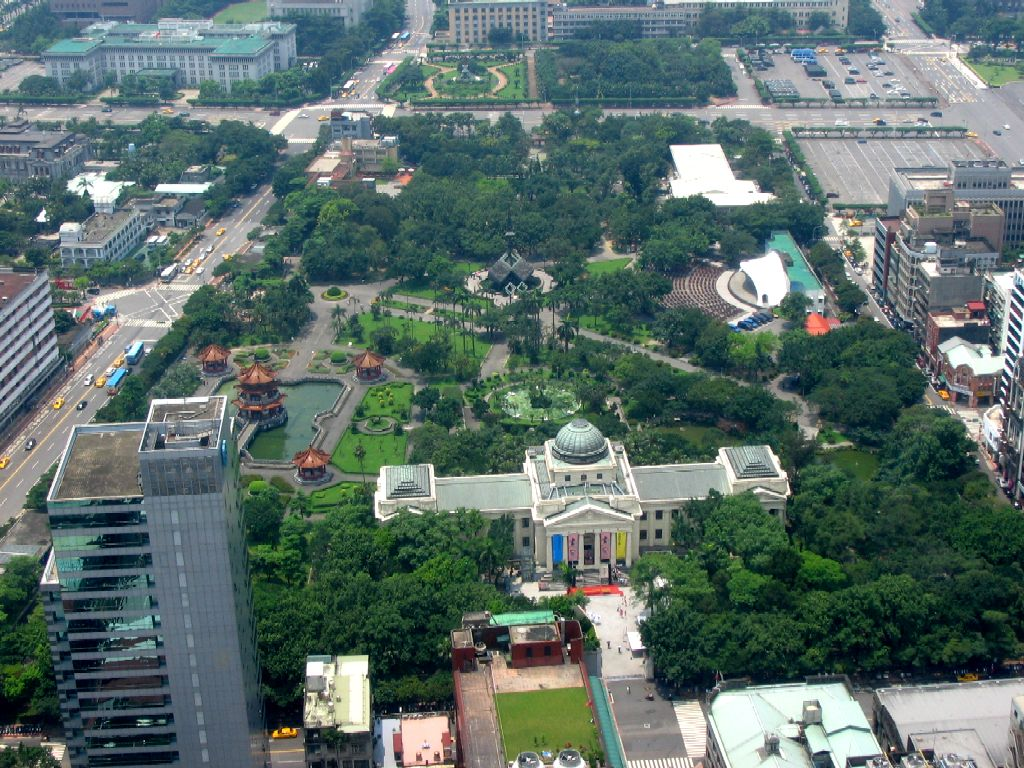
二二八和平公園
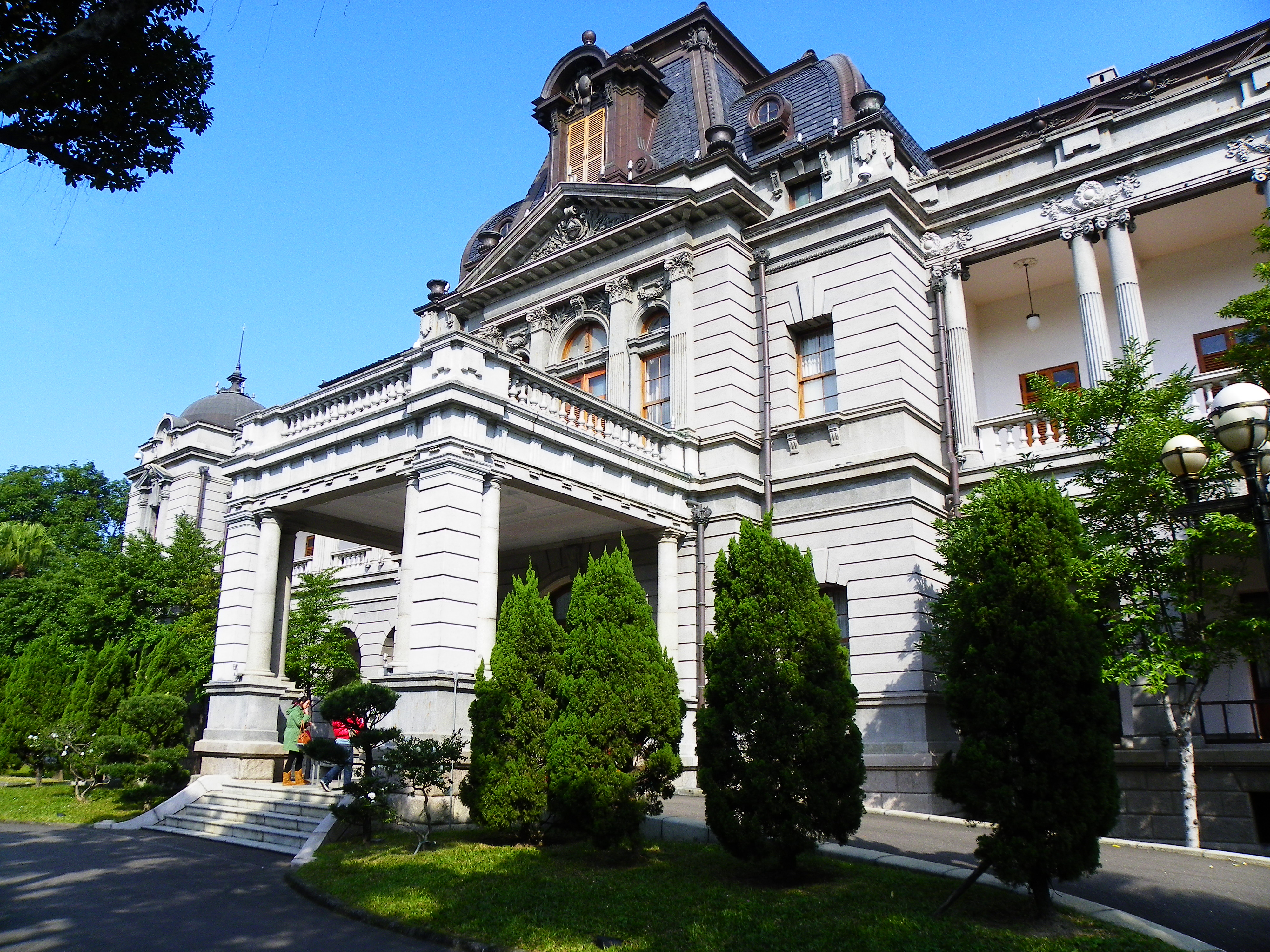
台北賓館
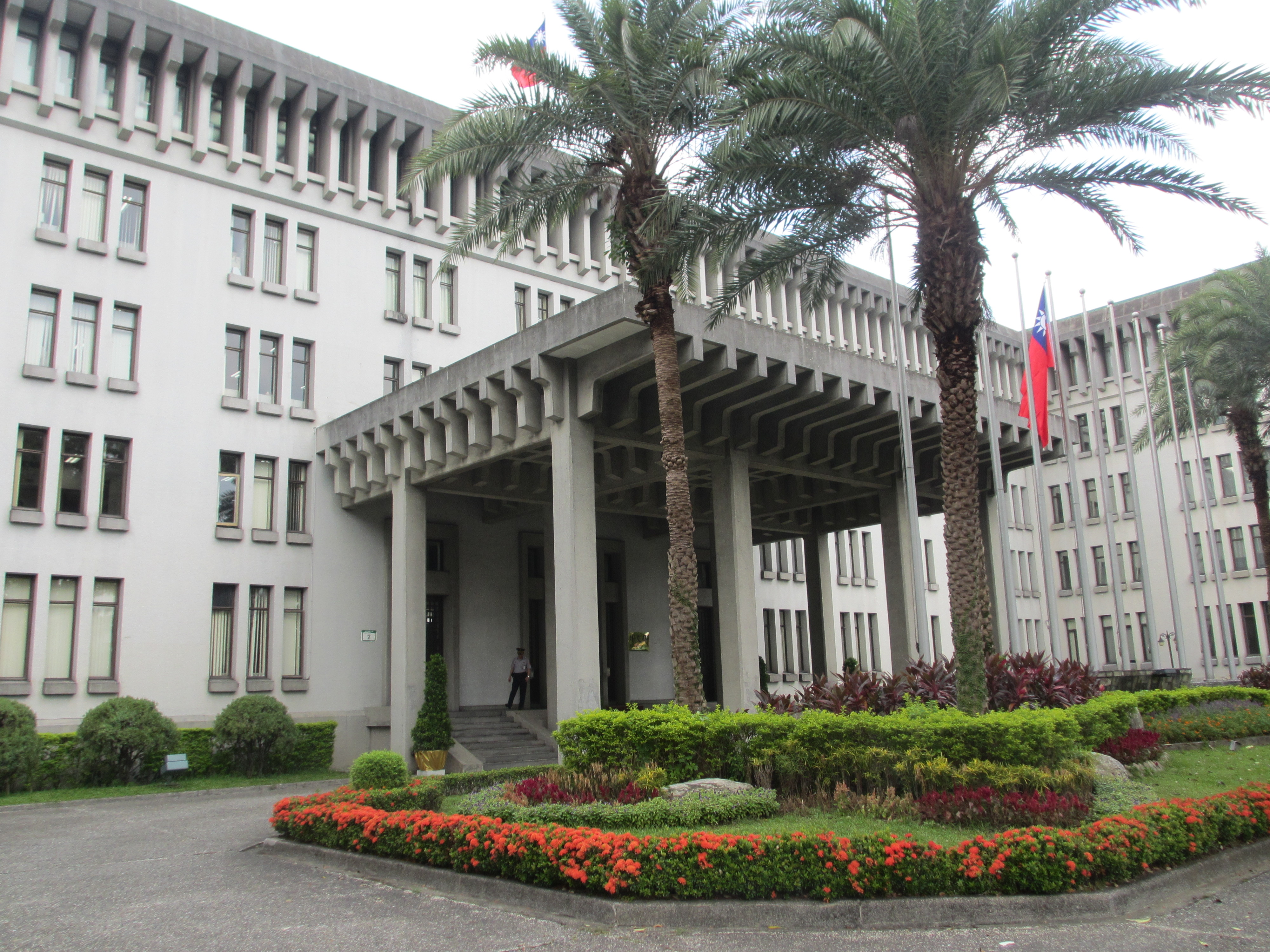
中華民國外交部大樓
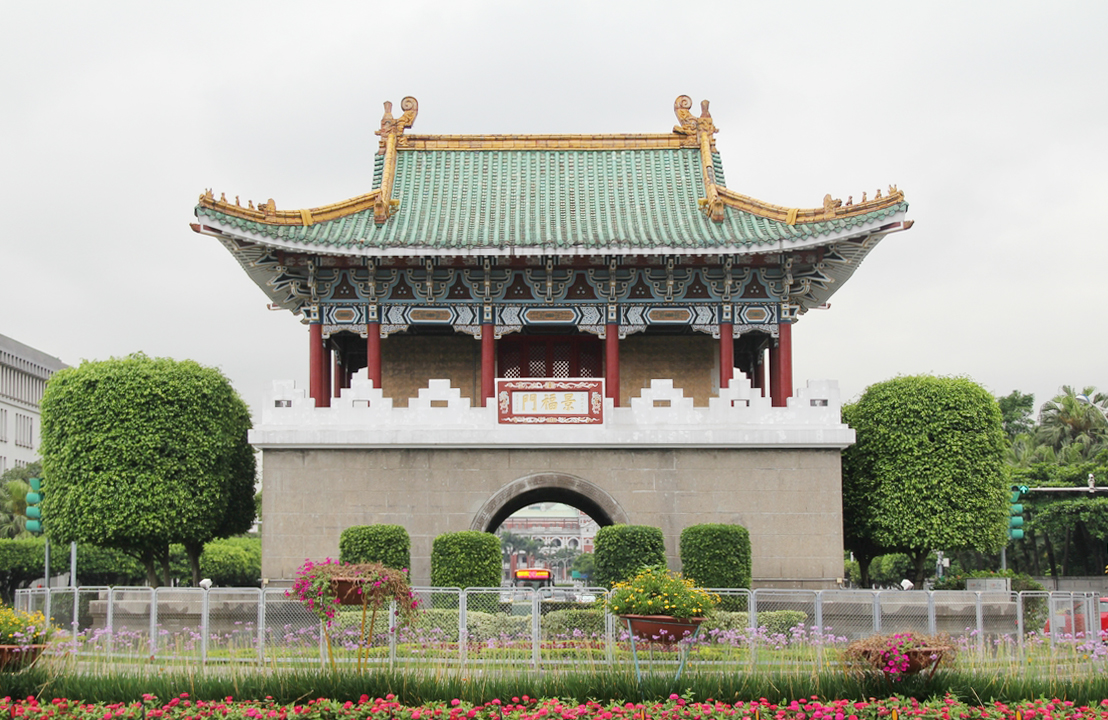
東門景福門

凱達格蘭大道長約400公尺，路寬約40公尺，雙向共有10線車道，不設置分隔島。沿線共有2個政府機關及2座公園，以下設施由東至西排列：
- 台北東門（位於本路段與仁愛路一段、信義路一段、中山南路交會口）
- 臺北賓館（1號）
- 中華民國外交部（2號）
- 二二八和平公園（位於本路段北側，正門設於懷寧街109號。）
- 臺北二二八紀念館（3號，位於二二八和平公園內，臺北二二八紀念館雖位於臺北市中正區公園路的尾端，但其門牌編號為臺北市中正區凱達格蘭大道3號。）
- 介壽公園（3號對面，園內有國民政府主席林森的銅像、與白色恐怖紀念碑。）

另外需注意的是，總統府雖位於凱達格蘭大道的尾端，但其門牌編號為重慶南路一段122號。

## 大型集會遊行

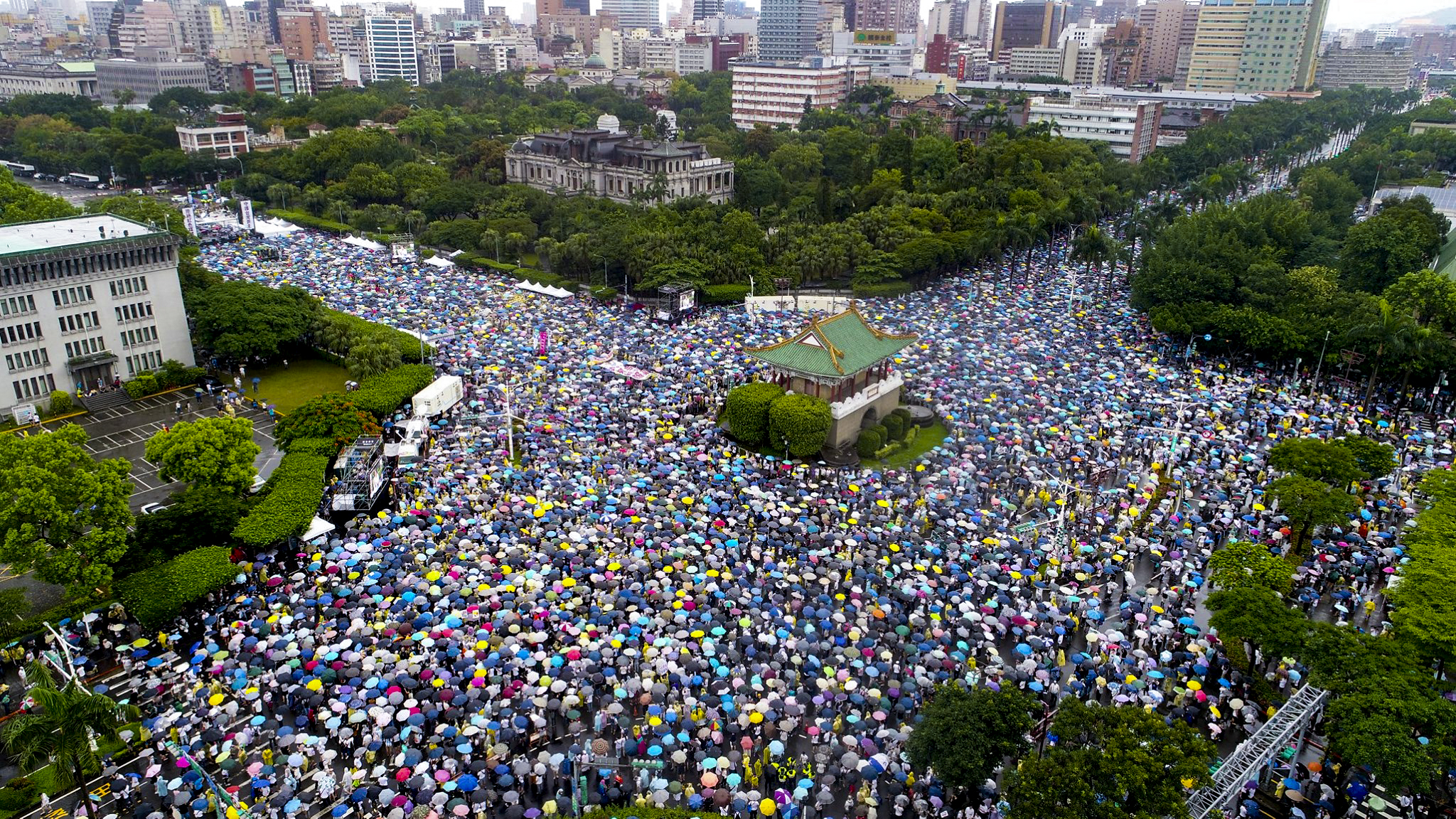
2019年在凱道舉辦的「拒絕紅色媒體、守護台灣民主」遊行

## 佚事
台灣歌手羅大佑創作的粵語歌曲《皇后大道東》，其閩南語版《大家免著驚》由李坤城作詞，即為描述本道路（時名為介壽路）與中正紀念堂。

## 腳注
1. ↑  李壬癸, 台灣北部平埔族種類及其互動關係 （页面存档备份，存于），平埔文化專題, 中央研究院民族學研究所
2. ↑  黃士榮. . 《民生報》. 1996-01-22 （中文（臺灣））.
3. ↑  黃靜嘉. . 《聯合報》. 1998-03-22 （中文（臺灣））.
4. ↑  劉廣定. . 《民生報》. 1996-03-02 （中文（臺灣））.
5. ↑  . 阿扁總統電子報.   [2016-04-11]. （原始内容存档于2005-02-08）.
6. ↑  . 蘋果日報. 2016-04-06  [2016-04-11]. （原始内容存档于2016-04-11）.

25°02′22″N 121°30′55″E / 25.03944°N 121.51528°E